# Peeter Cornet
Peeter Cornet (o Pierre, Pietro, Peter, Pieter Cornet) (Bruxelles, circa 1570-1580 – Bruxelles, 27 marzo 1633) è stato un compositore e organista fiammingo.
Sebbene solo poche sue composizioni siano sopravvissute, è considerato uno dei migliori compositori per tastiera del primo XVII secolo.

## Biografia
Molto poco si sa della vita di Cornet; la maggior parte delle informazioni proviene da una lettera della sua vedova. Cornet nacque a Bruxelles, allora capitale dei Paesi Bassi meridionali, negli anni '70 del XVI secolo. Nella sua famiglia c'erano molti musicisti, fa cui violinisti, cantanti e organisti. Dal 1603 al 1606 Cornet lavorò come organista nella Chiesa di San Nicola a Bruxelles; intorno al 1606 divenne organista di corte di Alberto d'Austria e della moglie di questi Isabella Clara Eugenia d'Asburgo, sempre a Bruxelles. Per un mese, nel marzo 1611, fu ordinato canonico a Soignies, ma rinunciò ai voti per sposarsi.
Cornet è citato come organista di cappella nei registri di corte che ci sono pervenuti dal 1612 al 1618. Fra i suoi colleghi erano importanti compositori inglesi come Peter Philips (che fu padrino di uno dei figli di Cornet) e John Bull, ma anche compositori fiamminghi come Géry Ghersem e Matthijs Langhedul. Pare che Cornet fosse anche attivo come organaro e consulente organaro: nel 1615 giudicò l'organo della Cattedrale di San Rombaldo a Malines e nel 1624 firma un contratto per l'ingrandimento dello strumento.

## Opere
Le uniche opere che ci sono giunte fanno parte della sua produzione per tastiera. Si tratta di una dozzina di pezzi: sette fantasie, due correnti variate, una toccata e due inni (Salve regina e Tantum ergo).
Le fantasie, pezzi sviluppati dalla polifonia elaborata, si rifanno al ricercare italiano, con un tema presentato in una forma diversa per ogni sezione. Tuttavia, Cornet preferisce utilizzare più soggetti (fino a sei) o un soggetto "misto", che scinderà in due "sottosoggetti" indipendenti nel corso dello sviluppo del pezzo.
In Cornet troviamo l'influenza della musica virginalistica inglese, con le sue tirate rapide e improvvise, le sue figure caratteristiche (alcune fantasie presentano gli abbellimenti segnati con il simbolo inglese: due sbarrette oblique), i suoi salti arditi, le ottave spezzate tipiche di Bull e Farnaby. L'evoluzione ritmica dei temi è tipica di Cornet, i quali presentano una grande differenza nel trattamento rispetto alla scrittura del suo contemporaneo Jan Pieterszoon Sweelinck, che modifica invece i suoi soggetti sotto forme di aggravamento o diminuzione in modo sistematico. Cornet, invece, utilizza dei sistemi di aggravamento e diminuzione molto più variati all'interno dello stesso enunciato del soggetto: in questo modo, alcune note, sono rafddoppiate, altre tripilicate, altre mantengono la stessa durata, ecc. Si tratta quindi di un vero trattamento tematico nel senso moderno del termine.
Gli inni, Salve regina e Tantum ergo, presentano entrambi delle caratteristiche simili. Il primo consta di cinque versetti: i primi tre cono dei contrappunti imitati basati sugli incipit delle frasi gregoriane corrispondenti, il quarto presenta il cantus firmus a valori lunghi prima al soprano poi al tenore, mentre il quinto combina il soggetto e la sua versione "allo specchio". Come nelle fantasie, a scrittura mostra qualche figura virtuosistica all'interno della polifonia.
Le due correnti seguono il modello inglese. Una è seguita da tre variazioni.
La sola toccata di Cornet che ci sia pervenuta consiste in un brillante susseguirsi di figure virtuosistiche e di tirate e rappresenta il solo esempio a nostra conoscenza nella produzione dell'autore di effetti d'eco, tecnica tipica delle fantasie dette appunto "in eco" di Sweelinck.

## Edizioni
- a cura di Willi Apel, Pieter Cornet: Collected Keyboard Works, in Corpus of Early Keyboard Music XXVI, 1969.
- a cura di Pieter Dirksen e Jean Ferrard, Peeter Cornet: Complete Keyboard Music, Monumenta Musica Neerlandica vol. XVII, Koninklijke Vereniging voor Nederlandse Muziekgeschiedenis, Utrecht, 2001, 2/2016, ISBN 90-6375-181-8

## Discografia
- Integrale dell'opera per organo, 2 dischi, suonata da Arnaud van de Cauter.
- Pieter Cornet: Pieces d'Orgue, Ton Koopman (Astree 7775). Antologia di 8 brani. [collegamento interrotto]